# Nierstraszia fragile
Nierstraszia fragile is een Solenogastressoort uit de familie van de Lepidomeniidae. De wetenschappelijke naam van de soort is voor het eerst geldig gepubliceerd in 1918 door Heath.